# Скиннер, Брайан Дж
Брайан Дж. Скиннер (англ. Brian J. Skinner) — австралийский и американский экономический геолог и геохимик.

## Биография
Родился 15 декабря 1928 года в Валлару, Южная Австралия. После окончания средней школы учился в университете Аделаиды, в 1949 году получил степень бакалавра в области химии и геологии. Работал геологом в шахтах в Тасмании. 
Учился в аспирантуре Гарвардского университета, штат Массачусетс, доктор геологии в 1954 году, и работал в Международной никелевой компании в Канаде и в Рейнольдс Металз Компани в штатах Колорадо, Нью-Мексико и Аризона. Женившись на Кэтрин Уайлд и вернувшись с ней в Австралию, преподавал в университете Аделаиды. 
В 1958 году приглашен в Геологическую службу США в Вашингтоне, округ Колумбия, в 1961 году стал главой кафедры экспериментальной минералогии и геохимии. 
В 1966 году перешел в Йельский университет, где с 1967 по 1973 год служил председателем отдела, с 1972 года — профессор геологии и геофизики.

## Карьера
Скиннер идентифицировал, назвал и описал 5 новых минералов. Он первый описал роль органической серы в формировании низкотемпературных рудных месторождений.
Автор более 80 статей в международных журналах, автор и редактор около 17 книг, в том числе пяти учебников и двух книг по экономической геологии и природных ресурсам. Лауреат многих наград и премий за исследования от профессиональных обществ, в том числе первый в мире награждён серебряной медалью Общества экономических геологов, почетных докторских степеней из штата Колорадо и Университета Торонто, неоднократно Заслуженный преподаватель. Был президентом геохимического общества (1973), вице-президентом (1984) и президентом Геологического общества Америки (1985), президентом Общества экономических геологов (1995), председателем Национального комитета США по геологии (1987—1992) и многих других.
Существует награда в области экономической геологии имени Брайана Скиннера.